# Safipur
Safipur es un pueblo y nagar Panchayat situado en el distrito de Unnao en el estado de Uttar Pradesh (India). Su población es de 25688 habitantes (2011). 

## Demografía
Según el censo de 2011 la población de Safipur era de 25688 habitantes, de los cuales 12399 eran hombres y 12389 eran mujeres. Safipur tiene una tasa media de alfabetización del 60,87%, inferior a la media estatal del 67,68%: la alfabetización masculina es del 66,81%, y la alfabetización femenina del 54,47%.